# Manchester Arena
La Manchester Arena, conosciuta dal 1995 al 1998 come NYNEX Arena, dal 1998 al 2011 come Manchester Evening News Arena e dal 2013 al 2015 come Phones 4U Arena, è un impianto polivalente di Manchester, utilizzato sia per ospitare eventi sportivi che culturali.

## Storia
È stata inaugurata nel 1995, sponsorizzata allora da Nynex e quindi chiamata Nynex Arena.

La M.E.N. Arena è stata uno dei primi impianti coperti europei ad essere costruiti seguendo il tradizionale schema americano con posti a 360 gradi. Altre arene costruite seguendo questo stesso criterio furono in seguito la Kölnarena a Colonia, O2 Arena a Praga, Barclaycard Arena ad Amburgo, e The O2 Arena.

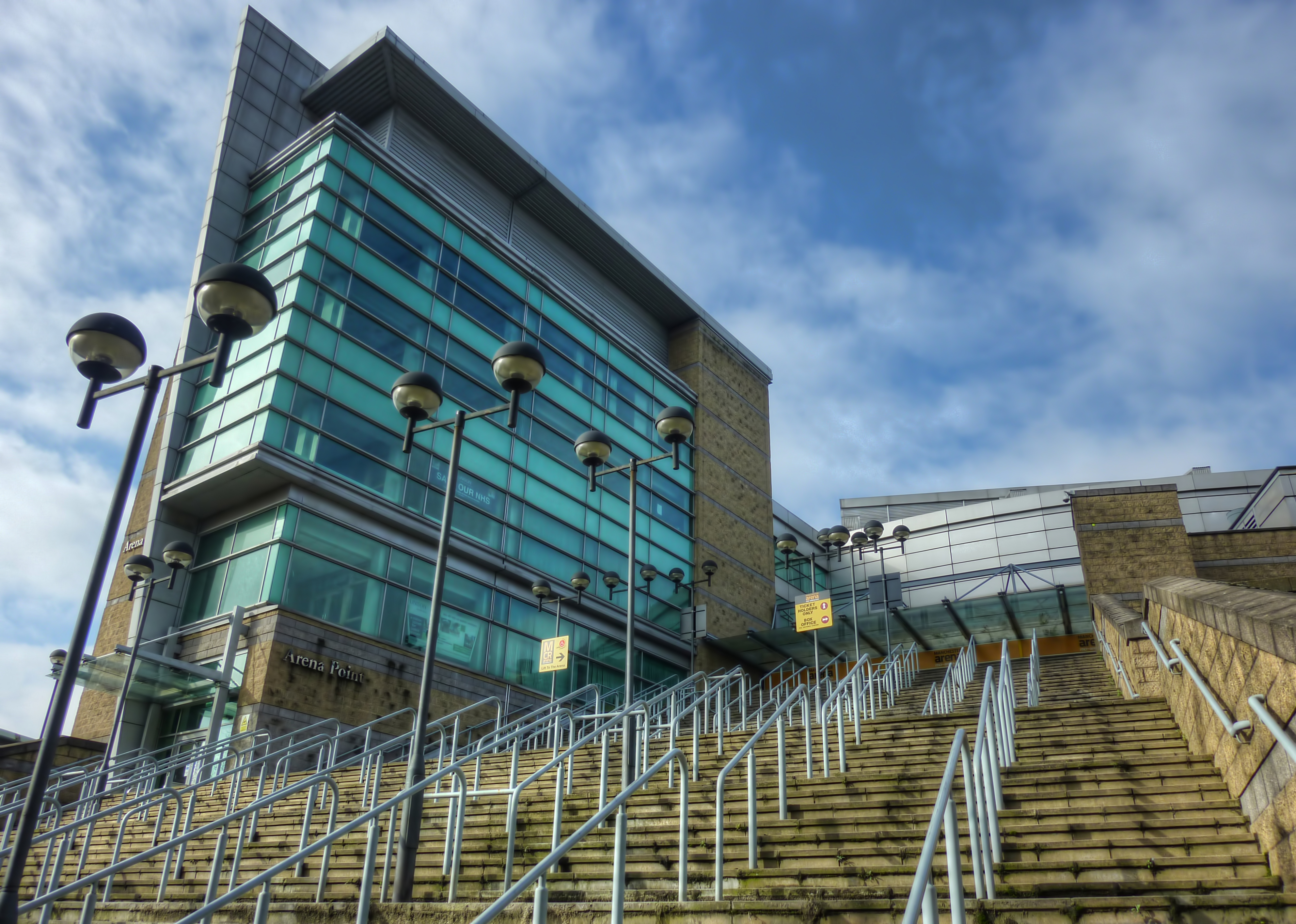
La scalinata che porta all'entrata della Manchester Arena.

### Attentato terroristico del 2017
Il 22 maggio 2017, poco dopo la fine del concerto della cantante statunitense Ariana Grande, la struttura è stata teatro di un attentato terroristico che ha causato 23 morti (incluso l'attentatore) e 250 feriti.